# آرشینیاک
آرشینیاک (به فرانسوی: Archignac) یک کمون در فرانسه است که در canton of Salignac-Eyvigues واقع شده‌است. آرشینیاک ۲۲٫۹۰ کیلومتر مربع مساحت دارد ۳۰۰ متر بالاتر از سطح دریا واقع شده‌است.